# Los bandidos del Río Frío
Los bandidos del río frío é uma telenovela mexicana, produzida pela Televisa e exibida em 1976 pelo El Canal de las Estrellas.

## Elenco
- Julissa
- Ofelia Guilmáin
- Víctor Alcocer
- Julio Aldama